# 5209 Oloosson
5209 Oloosson este o planetă minoră (asteroid), cu un diametru de 48,197 km, din Asteroid troian al lui Jupiter. A fost descoperită pe 13 februarie 1989 la Geisei observatory⁠(d) de Tsutomu Seki și a fost numită după Olooson⁠(d). 
Obiectul prezintă o orbită caracterizată de o semiaxă mare de 5,1932504 UAi, o excentricitate de 0,0495705, o înclinație de 9,0472 ° în raport cu ecliptica.